# КК МБА Москва
КК МБА Москва (рус. БК МБА Москва) је руски професионални кошаркашки клуб из Москве. У сезони 2022/23. такмичи се у ВТБ лиги.